# Highlands East
Highlands East es un municipio canadiense situado en la provincia de Ontario.

## Superficie
Highlands East tiene una superficie de 688,18 km².

## Demografía
En 2021, tenía 3830 habitantes, una densidad poblacional de 5,6 hab./km², y 4430 viviendas.